# Pterodroma inexpectata
Pterodroma inexpectata là một loài chim trong họ Procellariidae.